# Lophoura simplex
Lophoura simplex is een eenoogkreeftjessoort uit de familie van de Sphyriidae. De wetenschappelijke naam van de soort is voor het eerst geldig gepubliceerd in 2000 door Boxshall.